# Sierra Madre (miasto)
Sierra Madre – miasto w Stanach Zjednoczonych, w stanie Kalifornia, w hrabstwie Los Angeles. W 2010 zamieszkiwało je 10 917 osób. Miasto leży na wysokości 252 metrów n.p.m. i zajmuje powierzchnię 7,659 km².
Prawa miejskie uzyskało 7 lutego 1907.